# Platygyra pini
Platygyra pini is een rifkoralensoort uit de familie van de Merulinidae. De wetenschappelijke naam van de soort is voor het eerst geldig gepubliceerd in 1975 door Chevalier.